# Peixe-morcego

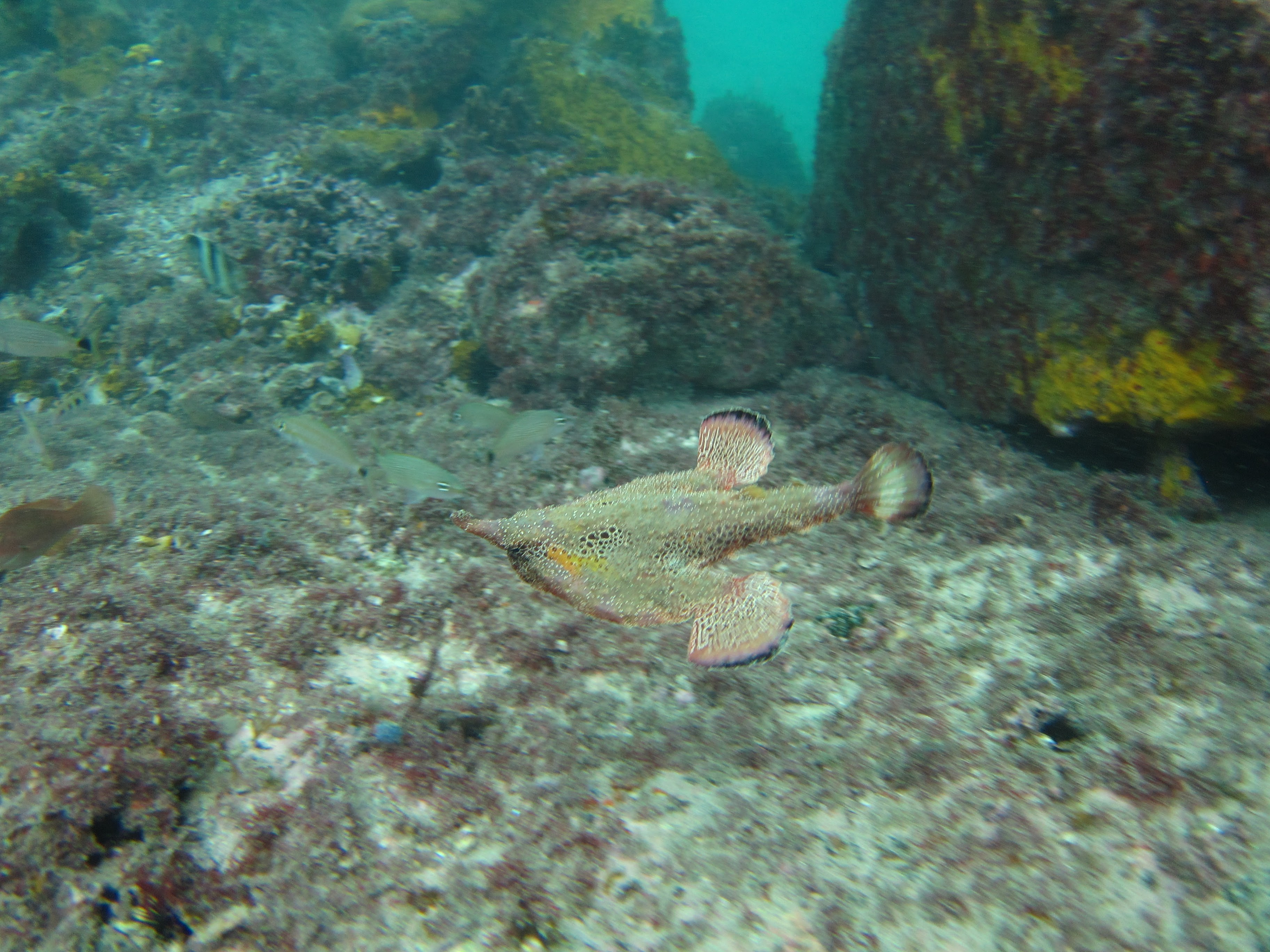

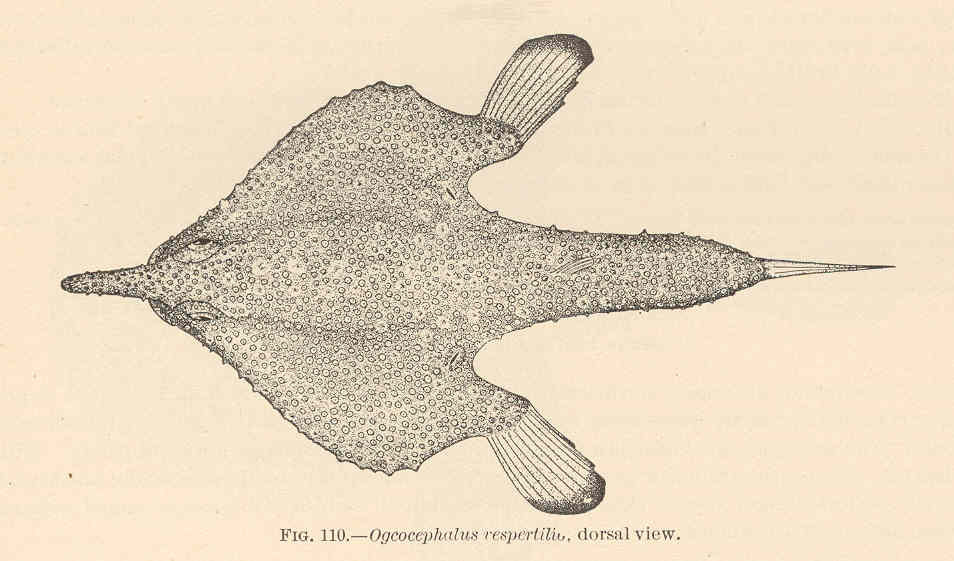
Peixe-morcego

O peixe-morcego (nome científico: Ogcocephalus vespertilio), ou guacucuia, é um peixe comum na costa brasileira, que possui um corpo achatado das costas para a barriga, formando um triângulo.
Sua coloração é arenosa ou pardacenta com manchas escuras por toda parte superior de seu corpo e mede normalmente entre 10 a 15 cm, podendo chegar a 35 cm. Se alimentam de pequenos crustáceos e peixes, que atrai com o penacho que tem em seu focinho. São geralmente encontrados em águas quentes e rasas, em locais profundos e em todo Atlântico americano.

## Características
O peixe-morcego (Ogcocephalus vespertilio) é caracterizado como um predador noturno, mas também são capazes de exercerem esta função no período inicial da manhã. No entanto, no decorrer do dia, ficam escondidos em fendas, buracos de pedras.

## Dieta
Após procurar presas durante o percurso, principalmente com auxílio de barbatanas emparelhadas especiais, a presa é retirada do fundo, logo após detecção visual, com o uso da boca, do rostro ou são escavadas. A dieta do peixe-morcego (Ogcocephalus vespertilio) envolve moluscos (lesmas e moluscos), vermes poliquetas (em especial, Errantia), crustáceos (isópodes, camarões, ermitões, caranguejos), equinodermos (estrelas quebradiças e ouriços-do-mar).